# 2-mercapto-ethanol
2-mercapto-ethanol (ook β-mercapto-ethanol, BME, 2BME of β-met genoemd) is een organische verbinding met als brutoformule C2H6SO. De stof komt voor als een kleurloze, met water mengbare vloeistof met een kenmerkende geur.

## Synthese
2-mercapto-ethanol wordt bereid uit een reactie van ethyleenoxide (oxiraan) en waterstofsulfide:

## Reacties
2-mercapto-ethanol reageert met aldehyden en ketonen om de overeenkomstige oxathiolanen te vormen. Dit maakt van de verbinding een goede beschermende groep.

## Toepassingen

### Reductie van proteïnen
Een aantal proteïnen kunnen gedenatureerd worden door middel van 2-mercapto-ethanol. De werking berust op het feit dat 2-mercapto-ethanol in staat is om zwavelbruggen te breken (reduceren).
Door het verbreken van deze zwavelbruggen zal de quaternaire en tertiaire structuur van het proteïne verloren gaan en zal het op die manier zijn functie grotendeels verliezen. In deze zin is 2-mercapto-ethanol een interessante verbinding bij de analyse van proteïnen. Als zodanig wordt het gebruikt bij SDS-PAGE.

### Denaturatie van ribonucleasen
2-mercapto-ethanol wordt verder gebruikt bij sommige RNA-isolatieprocedures, om de ribonuclease, die tijdens de lyse van cellen vrijkomen, onstabiel te maken. Door de aanwezigheid van zwavelbruggen in ribonucleasen zijn dit zeer stabiele verbindingen. In die context wordt 2-mercapto-ethanol gebruikt om deze verbindingen te reduceren en de ribunucleasen irreversibel te denatureren.

## Toxicologie en veiligheid
De stof ontleedt bij verhitting, met vorming van giftige gassen van zwaveloxiden. 2-mercapto-ethanol reageert met oxiderende stoffen en metalen.
De stof is irriterend voor de ogen, de huid en de luchtwegen. Ze kan effecten hebben op het centraal zenuwstelsel.